# Monika Stefaniak
Monika Stefaniak (ur. 10 września 1972 w Łodzi) – polska aktorka.
Ukończyła PWSFTViT w Łodzi (1997).

## Filmografia
- 2006: Fałszerze – powrót Sfory jako Żarówa
- 2002–2007: Złotopolscy jako Janka „Joan”, żona Mirka Gabriela
- 2002–2007: Samo życie jako Małgorzata Adamek, dziennikarka w redakcji gazety „Samo Życie”
- 2002: As jako Marzena, córka Wrońskiego
- 2000–2001: Adam i Ewa jako pracownica kancelarii notarialnej na Hożej
- 2000: M jak miłość jako Renata Kozielska, żona Roberta
- 1999–2000: Czułość i kłamstwa jako Ola Matysiak
- 1999–2007: Na dobre i na złe jako prostytutka „Lena”
- 1999–2005: Lokatorzy jako Elżbieta